# Journalismustheorie
Mit der Verberuflichung des Journalismus im 19. Jahrhundert begann die theoretische Beschreibung des Phänomens. Schon 1910 erschien Max Webers Vorbericht über eine vorgeschlagene Erhebung über die Soziologie des Zeitungswesens, der eine theorie- und empiriegeleitete Bestandsaufnahme der deutschen Presse darstellt und die Produktions- und Arbeitsbedingungen beleuchtet. Viele theoretische Ansätze folgen, die Aussagen basieren auf Beobachtungen, wobei individuelle, kulturelle und sozialstrukturelle Unterschiede miteinzubeziehen sind. Den Journalismus an sich gibt es nicht, aber Beschreibungen werden durch Theorien und Versuche, die Ansätze zu systematisieren, gelenkt.

## Journalismuskonzepte
In der Journalistik und der Kommunikationswissenschaft werden höchst unterschiedliche theoretische Ansätze diskutiert. In einer Synopse aktueller Ansätze im deutschsprachigen Raum unterscheidet Martin Löffelholz acht Journalismuskonzepte.

### Der Normative Individualismus
Beim Normativen Individualismus liegt der Schwerpunkt auf der Begabung und Gesinnung von Journalisten. Die Komplexität und der Ertrag sind sehr gering. Er ist personenbezogen, was durch geschichtliche Ereignisse mitgeprägt wurde, zum Beispiel durch eine individualistische Weltanschauung gegen Ende des 18. Jahrhunderts, die die Basis für den Utilitarismus, wo Nützlichkeit die Grundlage sittlichen Verhaltens bedeutet, ist (Begabungsideologie). Journalisten galten als geistige Führer, vor allem in der NS-Zeit: Subjektivität und Normativität machten die Zeitungswissenschaft zur akademischen Instanz der Rechtfertigung. Nach dem Zweiten Weltkrieg wurden manche Prämissen beibehalten, zum Beispiel von Dovifat, der die zentral gesteuerte Propaganda gut hieß. Die Publizistik war die Basis für den personenbezogenen Journalismusbegriff, einem sehr alten Verständnis, das weit hinter Max Weber zurückreicht. Dovifats Einfluss auf Begabungsideologie und wissenschaftliche Theoriebildung ist bis heute erkennbar. Weitere Vertreter sind Karl Bücher, Hermann Boventer, Walter Hagemann und Otto Groth.

### Die Materialistische Medientheorie
Der Fokus liegt bei der Materialistischen Medientheorie auf Klassen und Kapitalverwertung. Komplexität ist gering, der Ertrag sehr gering. Sie stammt aus Leipzig und wurde in der DDR an der Sektion Journalistik als Zweig der marxistisch-leninistischen Gesellschaftswissenschaften (nach Karl Marx, Lenin und Friedrich Engels) gelehrt. Journalismus wird als ausgeprägt klassenmäßig bestimmte Institution des politischen Überbaus der Gesellschaft gesehen. Daraus wurden die Genretheorie der proletarischen Presse und die journalistische Methodik entwickelt. Berufspolitisch waren diese in der DDR erfolgreich, im Westen eher nicht. Vertreter sahen den Journalismus als Produktionsprozess von Medienaussagen (klassenabhängig, Kapitalverwertung: Medien als Unternehmen, Nachrichten als Waren, Produktivkraft). Diese Ökonomisierung bzw. Hinweise auf die Kommerzialisierung sind Standard von empirischen Journalismusanalysen, haben Komplexität und Relevanz aber stark vermindert. Weitere Vertreter sind Emil Dusiska, Horst Holzer und Wulf D. Hund.

### Der Analytische Empirismus
Bei dem Analytischen Empirismus liegt der Fokus auf der Nachrichtenselektion, dem Agenda-Setting und den Akteuren. Die Komplexität ist mittel, der Ertrag hoch. Dieser Ansatz ist ein zentrales Paradigma der gegenwärtigen Diskussion. Der Erfolg basiert auf der Entwicklung und Prüfung von Theorien mittlerer Reichweite, zum Beispiel Agenda- oder Gatekeeper-Forschung. Die Theorie soll verschiedene Variablen verknüpfen, die ausreichend definiert und mit Beobachtungen verbunden sind. Die Regeln der Beobachtung sind zu beschreiben. Wichtig sind die objektive Überprüfbarkeit und die logische Arbeit. Das Problemfeld soll durch die Empirie beleuchtet werden. Das Gatekeeper-Modell von White wird auf den Journalismus übertragen, Entscheidungsprozesse der Journalisten wurden beobachtet. Das ebnete den Weg für den Umbruch der Publizistikwissenschaft von einer Vermutungs- zu einer Erklärungswissenschaft. Vertreter sind Winfried Schulz, David Weaver, Maxwell E. McCombs und Klaus Schönbach.

### Der Legitimistische Empirismus
Der Fokus liegt beim Legitimistischen Empirismus auf dem Verhalten, dem Wirklichkeitsbezug und den Akteuren. Die Komplexität ist mittel, der Ertrag mittel. Die Wissenschaft hatte sich auf Rezipienten und Aussagen festgelegt. Wolfgang Donsbach meinte, dass der Einfluss der Massenmedien nur dann gut zu erklären ist, wenn die Wirkungsforschung sich auch den Kommunikatoren zuwendet. Die Hauptfrage ist, ob Journalisten mit ihrer Macht adäquat umgehen können. So betrachtet scheint Journalismusforschung als Teil der Medienwirkungsforschung. Kommunikationspolitische Normen werden empirisch-analytischen Ergebnissen gegenübergestellt. Gefragt wird nach Selbstverständnis und Motivation. Außerdem sind Aussagen über Kollegen wichtig, weil sie Konsequenzen für Produkt und Publikum haben. Kritiker bemängeln eine zu starke individuelle Orientierung. Strukturelles, wie Zeit und Quellen würden vernachlässigt, Journalismus mit Medien gleichgesetzt. Es wird unterstellt, dass Einstellungen der Journalisten handlungsrelevant sind. Befragungen würde auf vermutete Inhalte und Einstellungen geschlussfolgert. Weitere Vertreter sind Hans Mathias Kepplinger und Renate Köcher.

### Kritische Handlungstheorien
Bei den Kritischen Handlungstheorien liegt der Fokus auf Journalismus als kommunikativem und sozialem Handeln mit Handlungsregeln. Die Komplexität ist hoch, der Ertrag gering. Kerngegenstand der an Max Weber orientierten Handlungstheorien sind die Akteure, ihre Handlungen und deren Sinn. Soziales Handeln wird durch Regeln geformt. Ziel ist eine Typologisierung journalistischer Handlungsmuster, -formen und -regeln. Es gibt nur wenige theoretisch elaborierte Ansätze, Baum und Gottschlich orientierten sich an Jürgen Habermas’ kritisch-theoretischem Ansatz. Baum will zeigen, dass Massenkommunikation über soziales Handeln in lebensweltliche Zusammenhänge eingebettet ist. Journalisten handeln demnach verständigungsorientiert. Gottschlich beschäftigt sich mit der Rolle Legitimität des Journalisten für den gesellschaftlichen Diskurs. Er beschreibt den Orientierungsverlust, der durch die Diskrepanz zwischen dem subjektiven Berufsbild und dem tatsächlichen entsteht. Bucher thematisiert Zusammenhänge journalistischer Handlungen (Handlungsnetze) als komplexe soziale Ereignisse. Buchers Ansatz orientiert sich an der Dynamik der Kommunikation, nicht an den Absichten der Handelnden und ist laut Bucher komplementär zur Systemtheorie zu sehen.

### Die Funktionalistischen Systemtheorien
Der Fokus liegt bei den Funktionalistischen Systemtheorien auf dem Journalismus als soziales System in der Weltgesellschaft. Die Komplexität ist sehr hoch, der Ertrag mittel. Sie begann 1969 mit Manfred Rühls Studie Die Zeitungsredaktion als organisiertes soziales System. Redaktionelles Handeln ist in eine rationalisierte und differenzierte Organisation eingebettet. Rühl befindet die Person als Paradigma als zu unelastisch. Die Alternative wäre ein ordnendes Sozialsystem. Hier kann zwischen Journalismus und seinen Umwelten unterschieden werden. Das bedeutet eine Trennung von Journalisten als Personen und Journalismus als Sozialsystem. Die Einbettung des Journalismus ist stets abhängig von Soziohistorischem. Der Systembegriff ist nicht einheitlich. Es stellt sich die Frage, wie offen (Siegfried Weischenberg) oder geschlossen (Manfred Rühl) so ein System ist. Hierüber bestehen divergente Auffassungen.
Kritiker bemängeln, dass in der Luhmannschen Systemtheorie die Relevanz der Journalisten als handelnde Akteure unterschätzt wird. Die mikrostrukturelle Akteursperspektive werde in der Systemtheorie verkürzt dargestellt. Zudem vernachlässige die scheinbare Dichotomie von System und Subjekt die engen Bezüge zwischen handelnden Individuen und der funktional differenzierten Gesellschaft. Außerdem werden Verschränkungen, zum Beispiel zwischen ökonomischen und journalistischen Prozeduren, ausgeblendet.
Autopoiesis ist der Prozess der Selbsterneuerung oder -schaffung eines Systems. Weitere Vertreter sind Bernd Blöbaum, Alexander Görke und Matthias Kohring.

### Die Integrativen Sozialtheorien
Bei den Integrativen Sozialtheorien liegt der Fokus auf journalistischen Kognitionen (Akteure) und Kommunikationen (System) im Systemzusammenhang. Die Komplexität ist hoch, der Ertrag gering. Es existiert keine wirklich elaborierte Theorie. Christoph Neuberger überträgt Akteur-, Institutionen- und Systemtheorie auf die Journalismusforschung. Die Redaktion ist eine Institution mit handelnden Akteuren. Beides kann analysiert werden. Kritiker bemängeln theoretische Brüche, wenn ein Anschluss an die konstruktivistische Systemtheorie gesucht wird, zum Beispiel einflusstheoretische Prämissen gegenüber operationaler Geschlossenheit sozialer Systeme. Es bestehe keine Beziehung zwischen dem Journalismus und seiner Umwelt. Eine integrative Journalismustheorie muss erst entstehen.

### Cultural Studies
Bei Cultural Studies liegt der Fokus auf dem Journalismus als Teil der Populärkultur zur Produktion von Bedeutungen. Die Komplexität ist mittel, der Ertrag sehr gering. Cultural Studies sind keine eigene Disziplin. Wichtig ist die kontextuelle Erforschung von Veränderungen des Verhältnisses zwischen Kultur, Medien und Macht. Das Konzept ist offen mit vielen Wurzeln. Kultur wird nicht definiert. Das Hauptaugenmerk liegt auf der Rezeption von (TV-)Unterhaltungsprogrammen. Es gibt Versuche, Kerngedanken auf den Journalismus zu übertragen (John Hartley, Stuart Allan, Rudi Renger). Journalismus gilt in dieser Denkschule als kultureller Diskurs und Teil der Populärkultur. Stichworte sind Produktion von Bedeutungen, Journalismus als Alltagsressource, dient pleasures, Medien als Bedeutungsstrukturen, als literarische oder visuelle Konstrukte, die von Regeln und Traditionen geformt werden. Der Kulturbegriff wird allmählich relevanter. In der globalisierten Welt verbindet das, was trennt: die kulturellen Unterschiede.
Die hier dargestellte Unterscheidung von Löffelholz ist nicht die einzige Differenzierungsmöglichkeit. Allerdings hat sie konkurrierenden Sichtweisen eine klare Systematik voraus. Diese Systematik bedingt wiederum, dass eine Vielfalt an nicht einordenbaren Ansätzen und Sichtweisen unerwähnt bleibt, die zum Teil in Löffelholz eigenem Standardwerk „Theorien des Journalismus“ (2000, 2004) diskutiert werden. In dem 2016 von Löffelholz und Rothenberger herausgegebenen „Handbuch Journalismustheorien“ wurden jedoch weitere Theorien aufgenommen, u. a. kritische, partizipatorische und kulturorientierte Ansätze sowie Theorien mittlerer Reichweite. Die Systematik kann zwar nur für den deutschsprachigen Raum Gültigkeit beanspruchen, was Löffelholz und Quandt an anderer Stelle selbst explizit machen. So ist beispielsweise die in Deutschland weit verbreitete Systemtheorie nach Luhmann in der US-amerikanischen Journalismusforschung weitgehend unbekannt. Allerdings weisen Löffelholz und Rothenberger in der Einleitung zu ihrem Handbuch darauf hin, dass dieses Werk die weltweit umfassendste Übersicht zu Journalismustheorien sei.